# Hardcore punk italiano
Con il termine Hardcore punk italiano, spesso definito da fanzine e riviste d'oltreconfine come Italian hardcore, ci si riferisce alla musica hardcore punk prodotta in Italia e sviluppatasi come parte della musica hardcore punk europea nata agli inizi degli anni ottanta. In questo contesto, assieme all'Hardcore punk svedese è stato un punto di riferimento per molte band hardcore di tutto il mondo.
Generalmente i gruppi di Hardcore punk italiano si caratterizzavano per l'appartenenza sociale dei suoi membri alla classe operaia, e per i forti legami con il mondo dei centri sociali. Rispetto a quella che fu definita la "prima ondata" del punk italiano, i "punx" della scena successiva si distinguevano per la trattazione di tematiche quasi esclusivamente politiche come la guerra fredda, il pericolo del nucleare o la Base NATO di Comiso. Forte era l'influenza di band come Crass e Discharge. Tra i gruppi più importanti Wretched, Raw Power, Negazione, Indigesti, Kina e Declino.
La scena è poi evoluta fino ai giorni nostri, con band underground come Vetro, Anti-Tetanika, Skifo e Intothebaobab ma comprende anche band di discreto successo come Arturo, Woptime e Cripple Bastards.

## Storia

### Origini: Il punk rock italiano ed il nuovo hardcore punk internazionale

I Gaznevada

Il 1977 è convenzionalmente riconosciuto come l'anno dell'esplosione, nel mondo occidentale, del movimento punk e se nel mondo anglosassone si possono contare molti precedenti ed ispiratori di tale movimento, l'evoluzione del punk italiano, forse anche a causa di una maggior chiusura delle case discografiche e del monopolio statale di televisioni e delle radiofonia, seguì dinamiche proprie. La prima ondata punk italiana trova terreno fertile, fin dai suoi esordi, nel Movimento del '77 ed un sostegno nella diffusione dalle prime Radio libere nate nel 1976, anno in cui i bolognesi Centro d'Urlo Metropolitano (futuri Gaznevada), composero il loro brano Mamma dammi la benza, uno dei primi brani punk rock italiani trasmesso con assiduità dalla radio movimentista Radio Alice. E fu proprio a Bologna che nacque la Harpo's Bazaar di Oderso Rubini (che poi diventerà la Italian Records), una delle prime etichette italiane ad occuparsi di nuove sonorità e produttrice oltre che dei già citati Gaznevada, anche degli Skiantos, Windopen e Luti Chroma. Nascono qui anche le prime fanzine come la Red Ronnie Bazaar e le nuove band sono recensite sulle riviste di fumetto come Cannibale ed Il Male. Importante in questo senso fu anche il Bologna Rock, un festival che si svolse al palasport di Bologna e che vedeva sul palco i migliori gruppi dell'allora scena punk rock e new wave bolognese:  Gaznevada, Windopen, Luti Chroma, Skiantos, Bieki, Naphta, Confusional Quartet, Andy J. Forest, Frigos e Cheaters.
Il Disco d'Oro è stato fondamentale come locale live ma anche come punto di ritrovo.

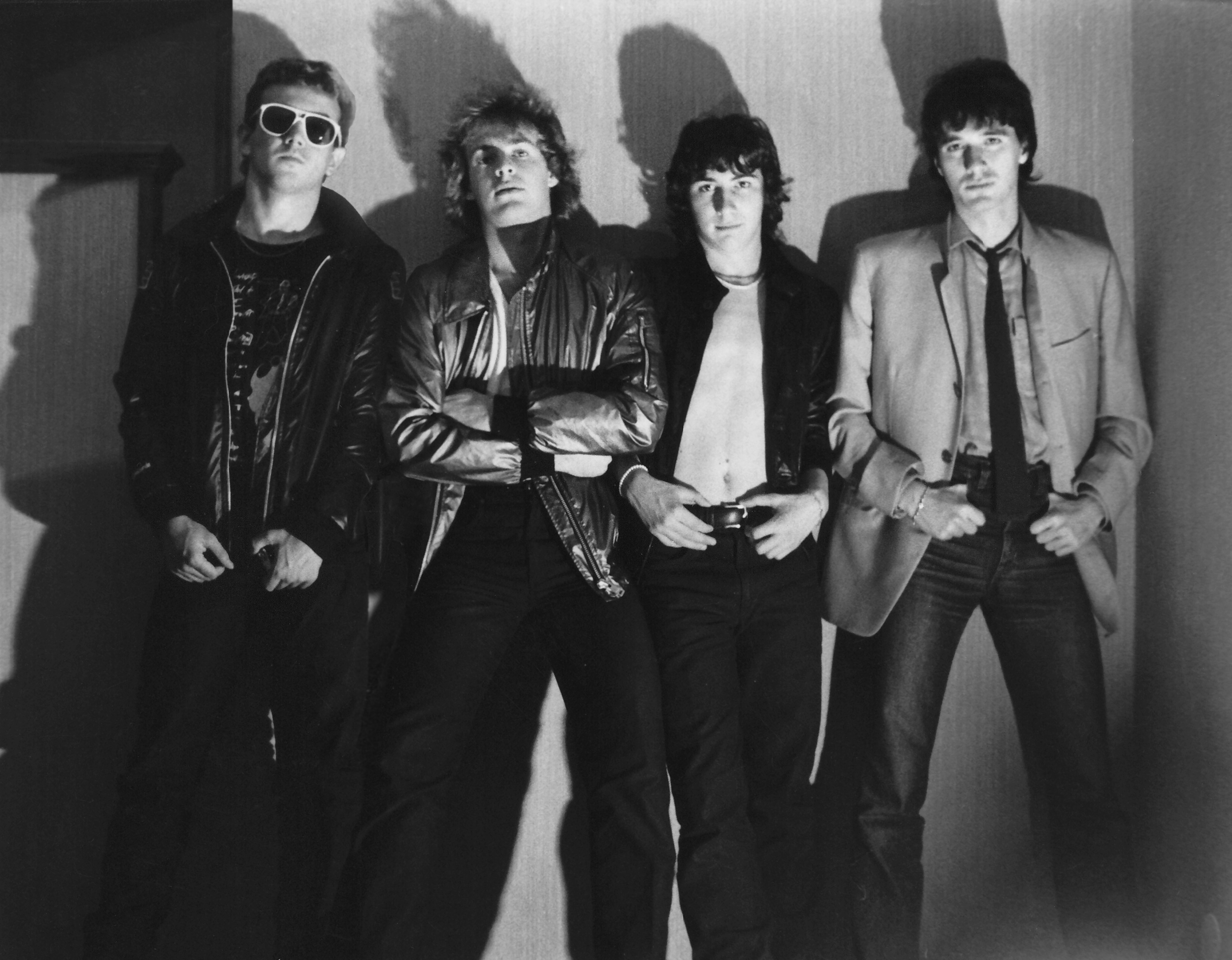
I Decibel nel 1979. Da sinistra: Enrico Ruggeri, Fulvio Muzio, Mino Riboni, Silvio Capeccia

Di questa prima fase sono poi da ricordare la scena del Great Complotto di Pordenone ed i gruppi del centro sociale Santa Marta di Milano, base della Cramps Records e scuola di musica in cui insegnava Demetrio Stratos negli ultimi anni della sua vita. Fra questi vi erano i genovesi Dirty Actions, le Kandeggina Gang, nelle quali militava Giovanna Coletti ed i Kaos Rock di Gianni Muciaccia. Sempre a Milano vi erano poi i Decibel, che nel 1979 pubblicarono l'album Punk per la Spaghetti Records di Shel Shapiro ed a Roma gli Elektroshok, che già nel 1979, in una voce sul punk italiano dell'Enciclopedia del Rock (Fratelli Fabbri Editore, 1979) di Nick Logan e Bob Woffinden, venivano menzionati per un loro spettacolo in cui il cantante si levava il sangue sul palco con una siringa, per poi tirarlo sul pubblico.
Parallelamente a questi gruppi, inizia a sorgere anche in Italia un movimento punk rock di matrice anarchica, che trae ispirazione da gruppi come i Crass, Subhumans, Poison Girls o Discharge. È il caso dei RAF Punk, dei Bacteria, dei Sottocultura, degli Stalag 17 e dei Nabat di Bologna o dei Blue Vomit e degli HCN HCN di Torino, dei Chelsea Hotel di Piacenza, degli Stigmathe di Modena, dei S.I.B di Cesena e dei The Wogs di Bari, tutti nati nel 1979. Nello stesso anno nasce Rockerilla, la prima rivista italiana ad occuparsi esclusivamente delle nuove tendenze del rock internazionale. La rivista includeva una rubrica, in tre parti, dal titolo Italia la punk gestita da Alberto Gorrani.

### La prima ondata di Italian Hardcore

#### 1980: Crass, not Clash

I Wretched in concerto al centro sociale Virus

Diego Nozza nel suo "Hardcore. Introduzione al punk italiano degli anni ottanta" traccia una immaginaria linea di separazione fra la prima e la seconda scena punk italiana (più legata a sonorità anarco punk ed hardcore punk) nella contestazione dei RAF Punk al concerto dei Clash organizzato dal comune di Bologna a Piazza Maggiore nel 1980. Al grido di "Crass not Clash", con un comunicato scritto da Jumpy Velena  e distribuito al pubblico, che fu anche pubblicato integralmente da Ciao 2001, i punx bolognesi accusavano i Clash di falsità ideologica per aver firmato per la major CBS. L'evento evidenziò così anche in Italia la presenza di una vivace scena anarco punk. Altri tracciano invece la linea di demarcazione nel febbraio del 1982, quando nacque il centro sociale Virus di Milano, uno dei primi luoghi fortemente impegnati nella diffusione della scena italiana. Fu comunque fra queste due date che venne a formarsi gradualmente anche in Italia, un tessuto produttivo e distributivo che univa da nord a sud le città e le province della penisola. Tale circuito, alternativo a quello delle major, era costituito da etichette indipendenti, autoproduzione di dischi e cassette, centri sociali, fanzine su fotocopia e distribuzione postale, formando così un vero e proprio network in connessione con le altre reti sparse per il mondo.

I Negazione in concerto dei primi anni '80

La consuetudine di molte fanzine di allegare alla rivista un album compilazione con nuovi gruppi, oltre a costituire oggi una notevole mole di documentazione, trasformò le redazioni fai da te in vere etichette discografiche indipendenti, come avvenne per la Attack punkzine di Bologna o la T.V.O.R. Teste Vuote Ossa Rotte di Como. Fu in questi contesti che gruppi e musicisti importanti per la futura evoluzione della scena, pubblicarono i propri brani: i 5° Braccio, i Kollettivo, gli Anna Falkss, gli Holocaust di Gianluca Lerici, gli Indigesti, i Disper-Azione, Peggio Punx, i Kina (gruppo musicale), i Reig, i Dioxina e molti altri. E molte sono le compilazioni memorabili di quella prima fase e degli anni successivi: fra queste sono da ricordare Schiavi nella città più libera del mondo e Papi, Queens, Reichkanzlers & Presidenti della Attack Punk Records, i due album curati da Giulio Tedeschi della Meccano Records dal titolo Raptus e Raptus Negazione e Superamento definite come "Una delle raccolte simbolo della primissima generazione hardcore italiana", e Goot from the Boot pubblicata dalla Spittle Records.
Nel settembre del 1982, parte poi il primo tentativo di riunire i collettivi delle varie città, in una fanzine che facesse da coagulante per le piccole scene sparse per l'Italia. La fanzine, che si chiamava Punkaminazione, si concluse nel giro di qualche numero, ma rappresentò comunque il "primo ed unico esempio di network punk pre-internet" a livello nazionale.

#### 1984: L'Italian hardcore sbarca negli USA
Un ruolo importante per la diffusione nel mondo della scena italiana, lo giocò Maximumrocknroll, fanzine nata a San Francisco nel 1982, che teneva rubriche e recensioni delle scene hardcore punk degli altri paesi, focalizzando spesso l'attenzione, con un occhio di riguardo, sulla scena italiana, dedicandogli anche una temporanea rubrica. L'"Italian Hardcore", come li veniva definito, trovò così numerosi consensi oltreoceano, tanto che ancora oggi molti gruppi americani citano gruppi italiani fra le fonti di ispirazione. Oltre alla scena italiana, era tenuta in notevole considerazione la scena hardcore svedese.

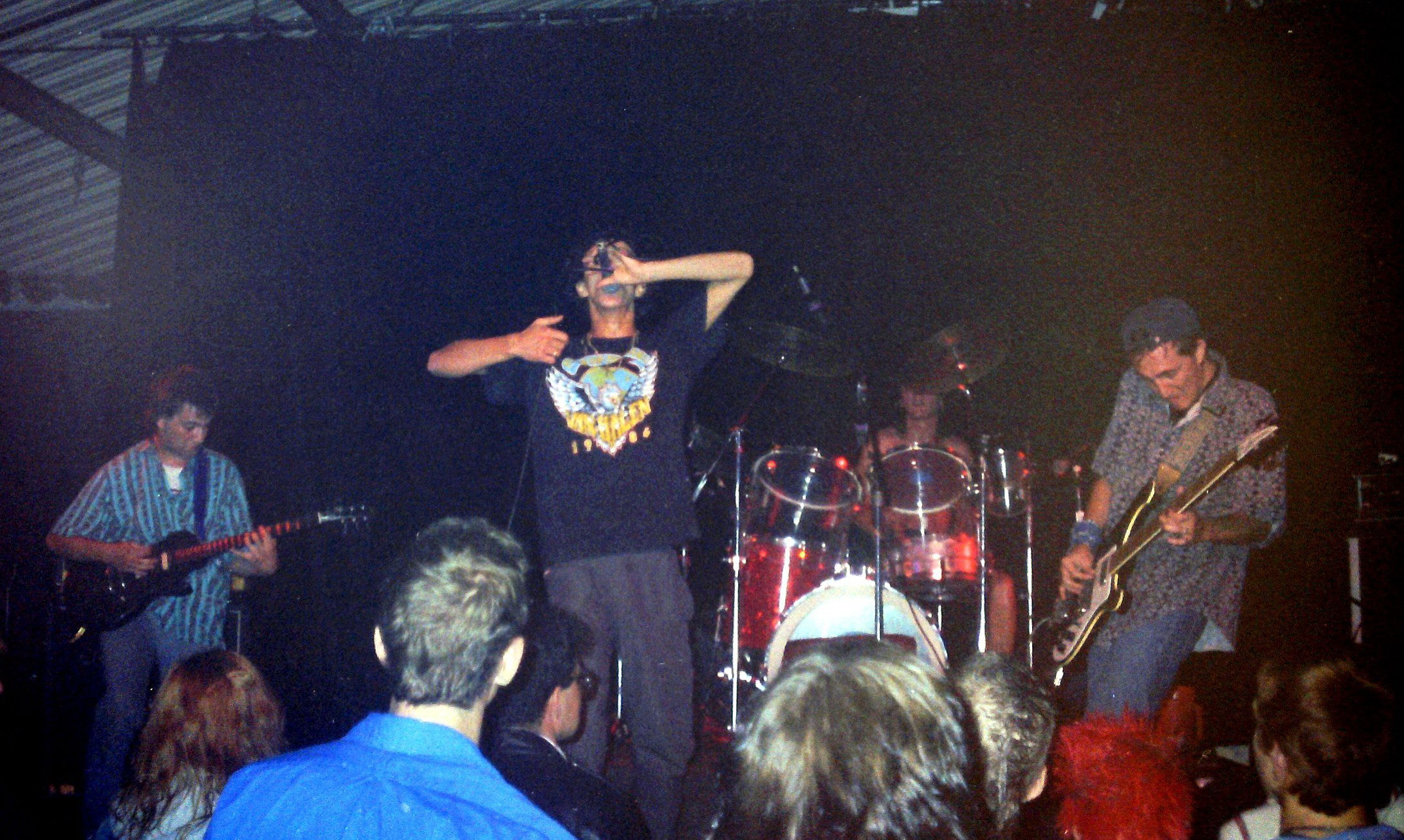
Gli Indigesti al The Farm di San Francisco in un concerto del 1986

Nel 1984 l'etichetta statunitense R Radical Records di Dave Dictor dei MDC, in collaborazione con Maximumrocknroll, pubblicò il doppio album compilazione International P.E.A.C.E. Benefit Compilation, che vedeva fra gli altri band come Crass, D.O.A., Dirty Rotten Imbeciles, Septic Death, Conflict, Reagan Youth, White Lies, Subhumans, Dead Kennedys, Butthole Surfers, ma che comprendeva anche gruppi della scena italiana come Declino, Negazione, Peggio Punx, Wretched, Contrazione, Impact, Cheetah Chrome Motherfuckers e RAF Punk. Nello stesso anno i povigliani Raw Power vennero inseriti nella compilazione con band da tutto il mondo Welcome To 1984, prodotta da Maximumrocknroll e curata da Jeff Bale e Ruth Schwartz
Fu proprio a partire dal 1984 che molte band italiane vengono invitate a suonare negli States: I Raw Power, nel loro tour statunitense, suonarono anche con i Dead Kennedys e durante il tour incisero il loro secondo album intitolato Screams from the Gutter (Toxic Shock Records, 1985) nello studio di Paul Mahern degli Zero Boys. A loro seguirono gli Indigesti, i Cheetah Chrome Motherfuckers e più tardi i Negazione.

#### 1987: La fine della prima ondata Hardcore italiana
Molti critici ed esponenti del movimento fanno risalire la fine della prima scena hardcore italiana alla data simbolica del 26 giugno 1987 con il concerto d'addio a Fabrizio Fiegel tenutosi a Bologna da Negazione, Indigesti e CCM. Non solo perché di li a poco Indigesti e CCM si sciolsero, ma anche perché la scena cominciava a dividersi e disgregarsi sempre più. Gradualmente il movimento italiano si era diviso in tre filoni di pensiero distinti: La frangia anarco-pacifista ispirata al modello comunitario dei Crass e dei gruppi ad essi collegati (Poison Girl, Flux of Pink Indians, ecc...), la frangia nichilista e la frangia Oi! degli skinhead, spesso di ispirazione anarco-sindacalista e con un circuito indipendente e distinto dai primi due, accusati di approccio elitario ed eccessivamente intellettuale.
Intanto il mondo stava cambiato: Se la caduta del muro di Berlino avevano portato una visione più libertaria e nuove potenzialità per l'Europa, la caduta del Blocco Sovietico aveva portato ad una necessaria riorganizzazione delle sinistre europee. Con la fine della guerra fredda poi, la classe politica italiana vedrà perdere il sostegno delle potenze internazionali, rendendo così visibile un sistema di corruzione politico-mafioso ormai divenuto socialmente insostenibile. In questo nuovo contesto anche la scena hardcore italiana ritroverà da qui a poco nuova energia. Una ventata di novità arriverà di li a qualche anno, con una nuova generazione di band più ispirate ai dettami Straight edge che si andarono affermando negli anni successivi, dividendosi anche in altri sottogeneri per stili e tematiche e tra questi l'emocore, lo ska-core, l'Hardcore New School o l'Ebullition Sound.

### L'Hardcore punk italiano degli anni '90

#### 1989-1992: La riorganizzazione attorno al movimento Straight edge
Sul finire degli anni '80 gli stilemi dell'hardcore punk internazionale andavano sempre più modificandosi, le sonorità e le strutture divenivano più complesse, mescolandosi e contaminandosi con altri generi. Se da un lato l'hardcore si mescolava a forme più pop e melodiche dando vita all'hardcore melodico e l'emo-core, dall'altro frange del post-hardcore si mescolavano con il rumorismo, con il post-punk e con la no wave. Il punto d'unione tra i due estremi era spesso l'adesione a posizioni politiche "drug free" tipiche del movimento Straight edge, che in quegli anni portavano una nuova visione del mondo e differenti stili di vita inusuali nelle controculture. In Italia come altrove, questo nuovo sentire del movimento hardcore si andava sempre più sviluppando, uscendo allo scoperto nel 1989, con i concerti, prima degli Youth of Today a Bologna, Firenze, Torino e Milano, e poi con il tour di settembre dei Gorilla Biscuits, che furono in seguito riconosciuti come gli eventi simbolici che diedero l'avvio alla seconda ondata di Italian Hardcore. Tra le prime band di questa nuova ondata c'erano i Growing Concern di Roma ed i Think Twice di Venezia, ed in seguito i By All Means di Modena, i romani Concrete, ed i veneti With Love, in cui militava l'artista e sound artist Nico Vascellari, che trovarono perlopiù casa nelle neonate etichette Green Records di Padova e SOA Records di Roma. Emblematica di questo periodo di risveglio fu la compilazione live It's Pounding In! (1991, Isola nel Kantiere Production) che conteneva brani registrati durante il concerto a l'Isola nel Kantiere di Bologna del 17 novembre 1990 dei Creepshow, degli One Step Ahead, dei Growing Concern, dei Think Twice e degli Hide Out.

#### 1993-1997
Da ricordare in questa fase l'importante contributo di band come Tempo Zero, Frammenti, Eversor, Kina (gruppo musicale) e Nuvolablu, band storica di Ivrea attiva fino al 1996 e ricordata in particolare per i due album Vivere la luna e Occhi rossi a colazione, quest'ultimo uscito postumo nel 1998 per Love Boat.

## Scene locali

### Scena emiliana
Sul finire degli anni '70, sulla scia del movimento del '77 ed in parziale rottura con esso, nasce a Bologna la prima scena punk rock italiana legata alla Harpo's Bazaar ed alla Italian Records di Oderso Rubini, che promossero e pubblicarono gruppi come Gaznevada, Skiantos, Luti Chroma, Windopen, Naphta e molti altri. In questo periodo alcuni dei punti d'incontro della scena furono la casa occupata da Filippo Scozzari e Gianpietro Huber chiamata Traumfabrik e l'Osteria dell'Orsa, che faceva concerti delle prime band cittadine. Sempre in questo contesto venne a formarsi la prima scena anarco-punk legata alla Attack Punkzine, alla Attack Records ed al circolo anarchico Il Cassero, che culminò nella contestazione ai Clash durante il concerto del 1980 a Piazza Maggiore, evento che alcuni identificano con la nascita della seconda scena punk italiana, più propriamente detta "hardcore punk". Tra le principali band della scena bolognese vanno citati i RAF Punk, gli Anna Falkss, i Bacteria, i Sottocultura, gli Stalag 17 e i Nabat. Se è vero che la scena emiliana trovò nelle realtà bolognesi un grande catalizzatore, è anche vero che l'hardcore punk fu molto diffuso in tutta la regione, con gruppi come i Raw Power da Poviglio (Reggio Emilia), i modenesi Stigmathe, i ferraresi Impact Fra i luoghi di ritrovo e diffusione del genere è da ricordare il Tuwat di Carpi, citato anche in Emilia paranoica dei CCCP Fedeli alla linea.

### Scena lombarda
Nell'ottobre del 1977 nacque a Milano Dudu, la prima punkzine lombarda, che nel gennaio del 1979 cambierà nome in Pogo e di li a poco uscì la fanzine Xerox stampata su fotocopie in stile DIY. A Milano negli anni ottanta, oltre ai già citati Wretched bisogna ricordare i Crash Box e gli Atrox. Della scena degli anni '90 i Sottopressione e Skruigners.

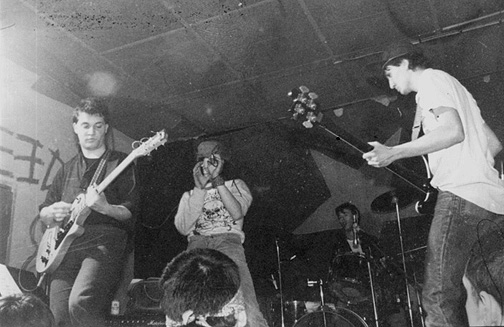
Gli Indigesti.

### Scena piemontese/valdostana
A Torino la scena hardcore è molto attiva fin dalla prima metà degli anni ottanta con gruppi come 5º Braccio, Declino, Indigesti, Nerorgasmo, Negazione, Peggio Punx, Stinky Rats, Franti, CCC CNC NCN e Kina. Componenti di questa prima ondata hardcore punk ricordiamo il "Collettivo Punx Anarchici", che aveva inizialmente come punto di ritrovo un centro d'incontro in zona Vanchiglia, in seguito la sede divenne e rimase El Paso Occupato, dove spesso venivano organizzati concerti e quindi era un punto di ritrovo della scena. El Paso occupato ha sempre avuto questa centralità per la scena hardcore. A Torino tuttora ci sono gruppi hardcore/punk riconosciuti a livello nazionale ed internazionale: tra gli ultimi più importanti ricordiamo C.O.V., Arturo, Woptime, Cripple Bastards, Frammenti, Bellicosi, Milkadd.

### Scena laziale
Come in Italia, anche nella capitale l'hardcore punk ha conosciuto il suo periodo di massimo splendore tra la fine degli anni ottanta e la fine degli anni novanta. Le maggiori influenze a livello di stile e di pensiero sono giunte dagli Stati Uniti. Tra i gruppi più rappresentativi possiamo ricordare Bloody Riot (autori del primo disco autoprodotto romano, nel 1983), Colonna Infame Skinhead, High Circle, Shotgun Solution, Nighters, Manimal, Klaxon, Growing Concern, Raise Your Pitch, Concrete, Student Zombie, Il Sangue, Redemption, Rebel Kids, Tear Me Down. Tra i luoghi centrali della scena, i centri sociali autogestiti Bencivenga e Forte Prenestino.

### Scena toscana: Granducato Hardcore
La scena toscana si fece presto conoscere con il nome di Granducato Hardcore (abbreviato GDHC) e racchiudeva in sé un insieme di gruppi musicali, etichette discografiche, autori di recensioni e illustratori. Fra i precursori della scena toscana sono da ricordare gli Holocaust da La Spezia (attivi tra il 1980 ed il 1982) di cui fece parte anche Gianluca Lerici, meglio conosciuto come illustratore di numerose fanzine e riviste con il nome di Professor Bad Trip. Le band più importanti furono poi gli I Refuse It!, Juggernaut, gli Stato Di Polizia ed i Stazione Suicida di Firenze, i Wardogs, e in seguito i Freigeist ancora in attività, i Brontosauri e i Dements da Lucca, gli Auf'schlag da Viareggio, Cheetah Chrome Motherfuckers, anche detti CCM, che ebbero molto successo anche negli Stati Uniti ed i Senza Sterzo di Pisa. Fra i locali che sostenevano il GDHC è da ricordare il Victor Charlie di Pisa. È del dicembre del 1983 il festival Last White Christmas, organizzato dal Granducato nella chiesa sconsacrata di San Zeno a Pisa e che vedeva,  assieme ai Raw Power, dieci band toscane: Cheetah Chrome Motherfuckers, I Refuse It!, Brontosauri, Juggernaut, Stato Di Polizia, Putrid Fever, Dements, Useless Boys, Wardogs ed Auf'schlag. Le band partecipanti furono poi inserite, insieme ai Traumatic, nella compilazione dall'omonimo titolo Last White Christmas I e II e pubblicate per la statunitense BCT. Altre compilazioni del GDHC furono Senza Tregua ed i due volumi tributo Urla dal Granducato prodotte da Area Pirata negli anni 2000.

### Scena ligure
Nell'87 nacquero a Imperia i CGB (Crime Gang Bang), e nell'89 a Bordighera i Contrasto. Nell'89 uscì la compilation Giù Le Mani che raccoglieva le voci dei vari gruppi della zona imperiese, tra i quali i già citati CGB, gli Ulcera, i JesusWentToJerusalem e i 102 Truffe. Negli anni 90 comparvero i genovesi Kafka e dal 2010 gli Eversione (dal ponente).

### Scena del Nord-Est
Poi, sempre per quanto riguarda l'hardcore punk degli anni ottanta, venivano invece dal Nord-Est altri due importanti gruppi: gli Eu's Arse di Udine e gli Upset Noise di Trieste. Negli anni novanta i vicentini Strange Corner, i trentini Grandine. La scena bolzanina, nasce dalla fusione dell'influenze che arrivano da sud, ovvero dalla scena italiana, e di quelle che arrivano da nord. Le caratteristiche, soprattutto nei primi anni erano quelle di un bpm molto elevato a volte suonato su un d-beat. Tra i gruppi più rappresentativi possiamo ricordare Khalmo, No Choice, Last Man Standing, Bound e Green Arrows. A supporto della scena l'etichetta Vacation House Records ha pubblicato diversi album delle band di Bolzano. Il "teatro principe" della scena era il centro giovanile "Papperla Papp".

Durante il primo decennio degli anni 2000, la città di Pordenone ha visto emergere una vivace scena hardcore punk, caratterizzata dalle esibizioni di band locali come Emicragna  e Muy Temible .

Il Venezia Hardcore Festival è dal 2015 una giornata centrale per la fratellanza hardcore italiana.

### Scena di Napoli e Campania
Fra i precursori della scena Hardcore punk di Napoli, sono sicuramente da ricordare gli Underage, già attivi nel 1981, poi arruolati nella scuderia della Attack Punk bolognese. A loro seguono altri gruppi come gli Insofferenza, gli Skizo (omonimi del gruppo barese) o i Randagi di Alessandro e Massimo Jovine (in seguito nei 99 Posse), trovando poi un altro importante riferimento a livello nazionale, qualche anno dopo nei Contropotere. Tra i luoghi più importanti del primo periodo sono da menzionare club come il Pulsar, lo Zx di via Atri e il Diamond Dogs alla Sanità, mentre il primo centro sociale occupato nascerà solo nel 1989 ad opera dei Contropotere: Era il Tienamment, a cui seguirà due anni dopo l'Officina 99.

### Scena pugliese
Fra i primi gruppi nati in Puglia vi erano i Bloody Riot (omonimi dei Bloody Riot romani) e gli Skizo, entrambi baresi ed attivi già nel 1980. Figura di spicco dell'hardcore punk pugliese erano Chain Reaction, anche loro baresi. Di notevole importanza risultano gli anni '90: i So Fucking Confused (SFC) sono attivi a Taranto sin dal '91, mentre a Fasano sono presenti gli Shock Treatment di Antonello L'Abbate, uno dei fondatori del Rumble Fish Festival, storica convention estiva di etichette DIY e indipendenti, attiva fino al 2000. Sulla zona di Bari, di Mola Di Bari per l'esattezza, occorre ricordare gli Atestabassa, sintonizzati sulla vena più old-school dell'hardcore, mentre a Lecce sono attive band dalla vena più melodica, come Run Patty Run, Lillynoiz e Suburban Noise.

### Scena sarda
Fra i gruppi degli anni '80, sono da ricordare i Punk Sound Against e i Wicked Apricots.
Alla fine degli stessi anni '80, fa il debutto la band Olbiese Arancia Meccanica, che pubblica una demotape di sei brani, che ben amalgama punkb'77, hc di matrice sia europea che americana e thrash, che trovò grande riscontro anche nella recensione fatta da Maximum Rock'n'Roll. 
Negli anni '90-primi 2000 una fiorente scena cagliaritana e Nuorese, tra tutti FCT, BornSick, Vile Future, Quarto Potere, Full of Hatred e Sbrokko Atipico mentre primo decennio del 2000 Rise After Defeat, My Own Prison, Abominio, A Fora De Arrastu, Ghjttatura, Eresia, Raw solo per ricordarne alcuni che hanno fatto tour in lungo e largo per la penisola e non solo, e inciso dischi/cd/demo. Ricordiamo anche un bel po' di fanzine, booking e etichette diy indipendenti, che nel corso della fine anni 90-primo decennio anni 2000 hanno portato avanti la scena HC sarda.

## Film e documentari sull'hardcore punk italiano
- La guerra degli Antò di Riccardo Milani (1999)
- Punx. Creatività e rabbia (DVD, 2006, Shake Edizioni - ISBN 88-88865-34-9)
- Torino Hardcore di Andrea Spinelli (2011)
- Laida Bolognas di Michele Galardini (2011)
- RMHC - Hardcore a Roma 1989-1999 di Giulio Squillacciotti (2012)
- Italian Punk Hardcore 1980-1989 di Angelo Bitonto, Giorgio S. Senesi, Roberto Sivilia (2015)
- Black Hole - Uno Sguardo Sull'Underground Italiano di Turi Messineo (DVD, 2015, Eris Edizioni)
- La Scena - Il punk italiano degli anni '90, regia Silvia Marchesi e Diego Marchesi